# Hohe Warte Stadion
Hohe Warte Stadion, Ausztriában, Bécs 19. kerületben található, többfunkciós sportlétesítmény. A First Vienna FC labdarúgó csapata, az osztrák rögbiválogatott, valamint a Vienna Vikings amerikaifutball-csapat itt játssza mérkőzéseit. Több sport (ökölvívó gála), kulturális rendezvénynek (Opera, modern zene) adott helyszínt.

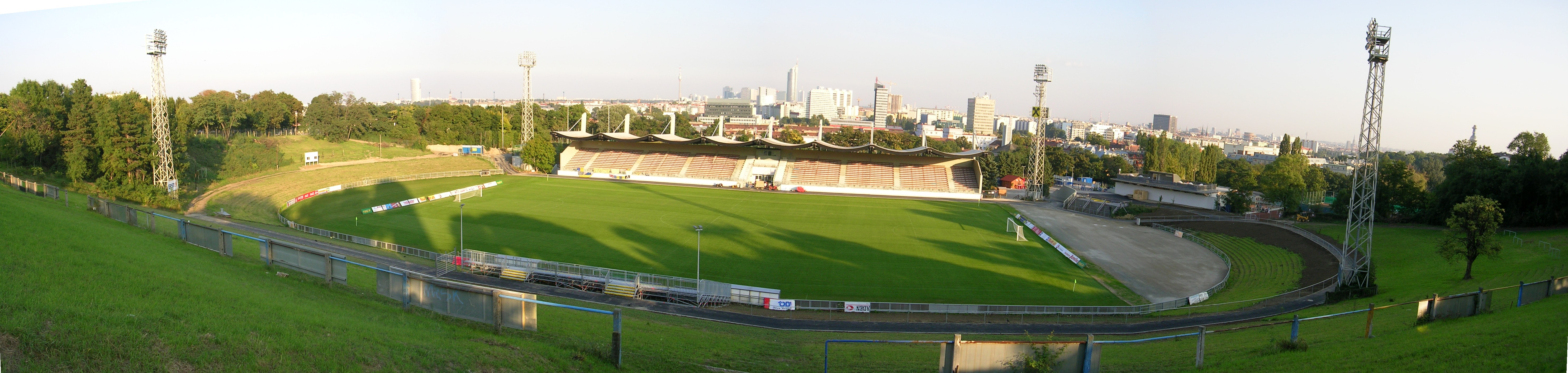
A stadion felújítás után

## Története
A létesítményt 1921. június 19-én adták át a sportesemények és a nézőközönség részére. Korának legmodernebb, legnagyobb épülete, egész Európából rendeztek itt sporteseményeket. A Hohe Warte nevű domb oldalába épült, mint egy természetes amfiteátrum. Építész Eduard Schönecker volt. A játéktér mérete 100 x 64 méter. Nézőterén 85 000 ember is elfért. 2006-ban befejeződött felújítása során nézőinek maximális száma 5500 fő lehet.
Az 1931. július 11-én átadott Prater Stadion miatt elvesztette kiemelkedő szerepét.

## Fordítás
- Ez a szócikk részben vagy egészben a Hohe Warte Stadium című angol Wikipédia-szócikk fordításán alapul.  Az eredeti cikk szerkesztőit annak laptörténete sorolja fel. Ez a jelzés csupán a megfogalmazás eredetét és a szerzői jogokat jelzi, nem szolgál a cikkben szereplő információk forrásmegjelöléseként.